# Amarapura
Amarapura - parfois Ummerapoura (birman : အမရပူရမ္ရုိ့ MLCTS=a. ma. ra. pu ra. ; la ville des Immortels) est une ancienne capitale de la Birmanie, dans la Région de Mandalay. Elle se trouve sur la rive gauche de l'Irrawaddy, à 25 km d'Ava et 11 km au sud de Mandalay. Elle est souvent appelée Taungmyo (Ville du Sud) par rapport à celle-ci, dont elle est aujourd'hui presque une banlieue.
Bâtie en 1783, Amarapura fut la capitale du troisième empire birman jusqu'en 1823, puis de 1841 à 1860.

## Histoire

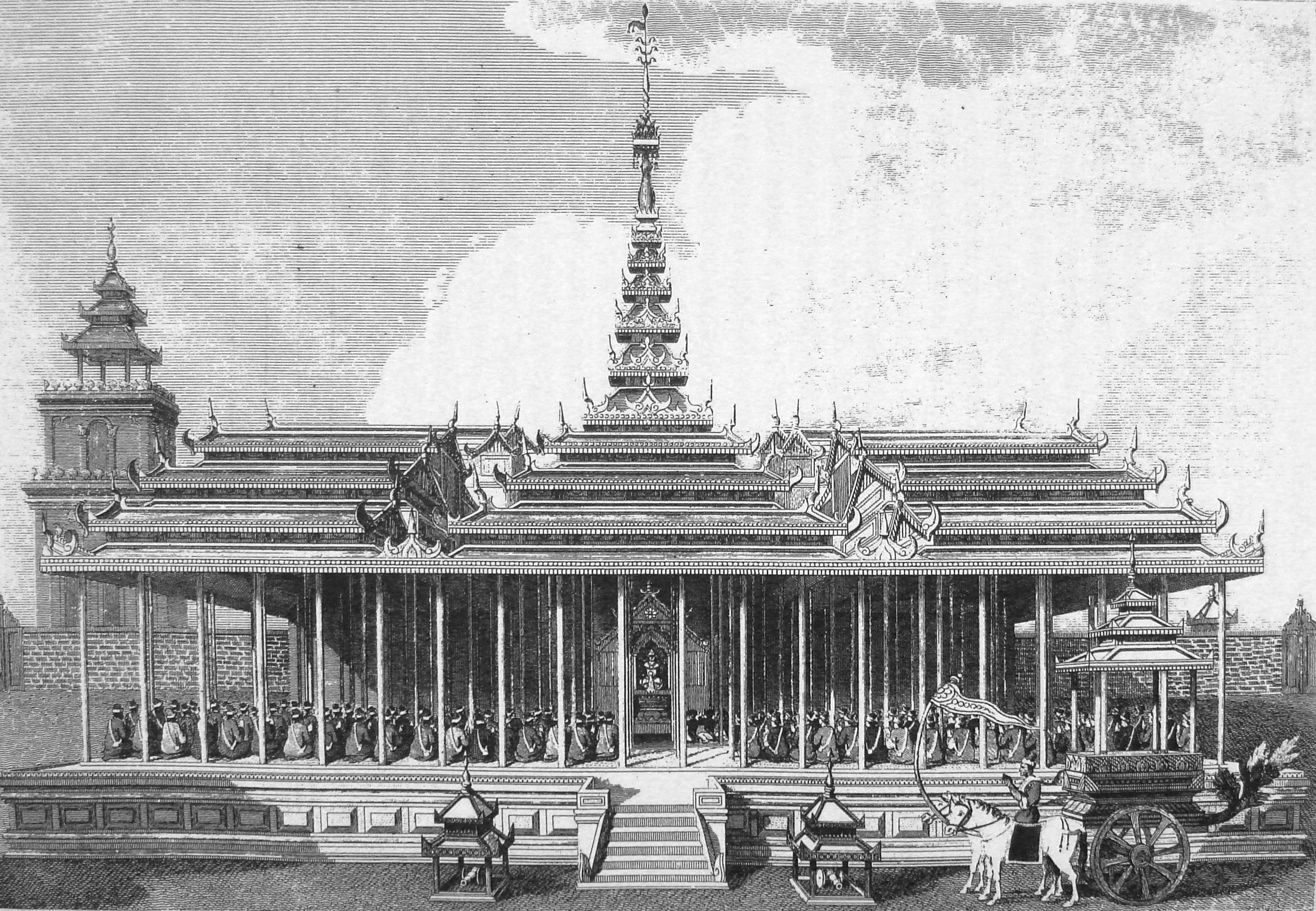
Réception de Michael Symes à Amarapura en 1795 (gravure de 1827).

Le roi Bodawpaya (1782-1819) de la Dynastie Konbaung fonda la ville en 1783, peu après son accession au trône. En 1795, il y reçut la première ambassade de la Compagnie anglaise des Indes orientales conduite par Michael Symes. Son petit-fils et successeur le roi Bagyidaw (1819-1837) ramena la cour à Ava en 1823.
Le successeur de Bagyidaw, son frère Tharrawaddy Min (1837-1846), retransporta la capitale à Amarapura en 1841.
Le roi Mindon (1853-1878) décida à son tour d'abandonner Amarapura : il fit construire une nouvelle capitale, Mandalay, à partir de 1857. Il y transféra sa cour en 1860. Les bâtiments du palais furent démontés et transportés sur place à dos d'éléphant. Plus tard, les murailles de la ville furent  abattues pour leurs matériaux, récupérés pour construire des routes et des voies de chemin de fer. Une partie des douves sont encore reconnaissables près du Bagaya Kyaung.
Aujourd'hui la ville est connue pour ses tissus traditionnels (soie et coton) et le travail du bronze. C'est un but d'excursion populaire depuis Mandalay.

## Monuments remarquables

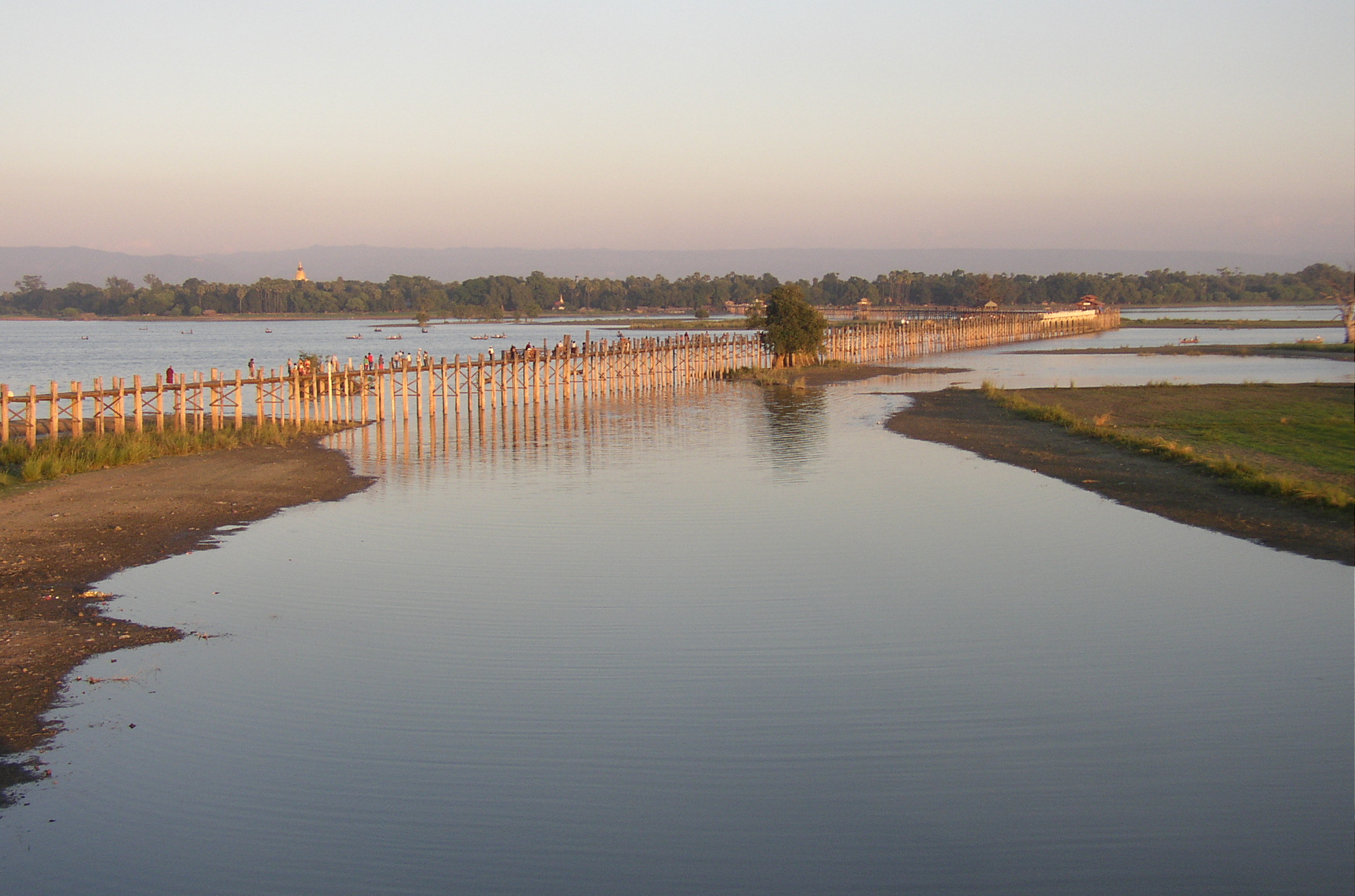
Le pont d'U Bein traverse le lac Taungthaman.

- Pahtodawgyi : c'est un haut stûpa construit par Bodawpaya en 1816 à l'extérieur des murailles de la cité[2]
- Nagayon : temple-stûpa très original surmonté par une tête de dragon birman.
- Temple chinois : construit en 1838.
- Kyautawgyi Paya : stûpa construit par le roi Pagan Min (1846-1853) en 1847.
- Bagaya Kyaung : monastère fondé par Mindon Min.
- Pont d'U Bein : Monument le plus célèbre d'Amarapura, ce pont a été construit par le maire U Bein avec des colonnes de teck abandonnées lors du transfert de la capitale à Mandalay. Il traverse le lac Taungthaman sur 1,2 km pour aboutir près du Kyautawgyi Paya, ce qui en fait le plus long pont de teck du monde.
- Ruines du palais : Elles abritent les tombes des rois Bodawpaya et Bagyidaw.
- Maha Gandhayon Kyaung : Grand complexe monastique moderne abritant des centaines de novices et de moines, il est connu dans tout le pays.

En 1800, des moines bouddhistes du Sri Lanka, qui ne bénéficiaient plus de l'upasampada (la plus haute ordination bouddhiste, alors éteinte dans leur pays), vinrent la chercher à Amarapura. Ils fondèrent l'école Amarapura Nikaya du Bouddhisme theravāda.